# Annalen der Cakchiquel
Die Annalen der Cakchiquel, auch Los Anales de los Cakchiqueles, Anales de los Xahil, Memorial de Tecpán-Atitlán oder Memorial de Sololá, ist die in Cakchiquel verfasste Geschichte und Mythologie der Cakchiquel.
Das Manuskript wurde von Angehörigen der Familie Xahil, insbesondere von Francisco Hernández Arana Xajilá in den Jahren 1560 bis 1583 und dessen Enkel Francisco Rojas in den Jahren von 1583 bis 1604, niedergeschrieben. Es steht neben sehr wenigen weiteren literarischen Zeugnissen, die während der Kolonialzeit in einer Maya-Sprache, jedoch mit lateinischer Schrift verfassten Werken. Hierzu zählen neben dem Popol Vuh (Quiché) und den Chilam Balam (Mayatan) auch die weniger bekannten Lieder von Dzitbalché (Mayatan) und Rab'inal Achí (Achí). Die Annalen geben wie die genannten Schriften einen wenig überformten Einblick in die Mayakultur. Das Manuskript gilt der Forschung als wichtige Quelle zur postklassischen Maya-Zivilisation im Hochland von Guatemala.
Inhaltlich werden, eingebettet in eine düstere Atmosphäre, der Rahmen der Wanderung von dem mythischen Ursprungsort Tula ins  Hochland von Guatemala, der Aufstieg und die Etablierung ebendort bis hin zur Unterwerfung durch die Conquista abgebildet.
Ursprünglich wurde der Text von Nachfahren der Xahil in der Stadt Sololá aufbewahrt, bevor er ins Archiv des Klosters San Francisco de Guatemala gelangte. Dort wurde er 1844 entdeckt. Charles Étienne Brasseur de Bourbourg übersetzte ihn 1855 und nach einigen weiteren Stationen wurde er von Daniel Garrison Brinton 1885 veröffentlicht.